# Addis Abebe
Addis Abebe, etiopski atlet, * 5. september 1970.
Sodeloval je na atletskem delu poletnih olimpijskih igrah leta 1992 in leta 2004.